# Kirchenpaueria bonnevieae
Kirchenpaueria bonnevieae är en nässeldjursart som först beskrevs av Chantal Billard 1906.  Kirchenpaueria bonnevieae ingår i släktet Kirchenpaueria och familjen Kirchenpaueriidae. Inga underarter finns listade i Catalogue of Life.